# Frederico Carlos da Prússia
Frederico Carlos Nicolau da Prússia (em alemão: Friedrich Karl Nikolaus von Preußen), (20 de março de 1828 - 15 de Junho de 1885) foi o filho do príncipe Carlos da Prússia e da sua esposa, a princesa Maria de Saxe-Weimar-Eisenach. Era também neto do rei Frederico Guilherme III da Prússia e sobrinho do rei Frederico Guilherme IV e do kaiser Guilherme I.

## Biografia
De 1842 a 1846, Frederico Carlos esteve sob tutela militar do então major Albrecht von Roon, que acompanhou o príncipe para a Universidade de Bonn em 1846. Depois de concluir os seus estudos, o príncipe prestou serviço como capitão do pessoal de Wrangel durante a campanha de Schleswig em 1848. Quando foi promovido a major, participou na campanha de Baden durante a qual foi ferido. Durante os anos de paz que se seguiram, foi promovido a coronel em 1852, major-general em 1854 e tenente em 1856. Em 1860 o príncipe publicou um livro militar, intitulado "Eine militärische Denkschrift von P. F. K.". Depois de ser promovido a General de Cavalaria, o príncipe participou na Segunda Guerra de Schleswig em 1864 contra a Dinamarca onde comandou as tropas austro-prussianas da força de expedição.
Prestou serviço com distinção na Guerra Austro-Prussiana onde comandou o Primeiro Exército que incorporava o segundo, terceiro e quarto corpos do exército. Tendo chegado primeiro a Königgrätz, manteve os austríacos, em números superiores, controlados até à chegada do seu primo, o príncipe-herdeiro Frederico Guilherme com o seu Segundo Exército que atacou os austríacos no flanco.
Quando rebentou a guerra franco-prussiana, o príncipe recebeu o comando do Segundo Exército, destacando-se nas batalhadas de Spicheren, Vionville-Mars le Tour, Gravelotte-St. Privat e no cerco de Metz. Após a queda de Metz, o seu exército foi enviado para Loire para limpar a zona em volta de Orléans, onde as tropas francesas, primeiro lideradas por Aurelle de Paladines, depois por Chanzy, estavam a tentar marchar para norte para libertar Paris. Venceu as batalhas de Orléans e Le Mans. Pelos serviços prestados foi promovido à posição de major-general de campo. Depois da guerra, o príncipe tornou-se inspector-geral e recebeu a posição de marechal-de-campo da Rússia pelas mãos do czar Alexandre II da Rússia.
Em 1878 tornou-se membro honorário dos cavaleiros da Ordem do Banho.
Morreu em Jadscholoss Glienicke.

## Casamento e descendência
Frederico Carlos casou-se no dia 29 de novembro de 1854, em Dessau, com a princesa Maria Ana de Anhalt-Dessau, filha do duque Leopoldo IV de Anhalt-Dessau. Tiveram cinco filhos:
- Maria Isabel Luísa Frederica da Prússia (1855-1888), casada primeiro com o príncipe Henrique dos Países Baixos e, após a morte deste, com o príncipe Alberto de Saxe-Altemburgo.
- Isabel Ana da Prússia (1857-1895), casada com o duque Frederico Augusto II de Oldemburgo.
- Ana Vitória Carlota Augusta Adelaide da Prússia (1858-1858)
- Luísa Margarida Alexandra Vitória Inês da Prússia (1860-1917), casada com o príncipe Artur, duque de Connaught e Strathearn.
- Joaquim Carlos Guilherme Frederico Leopoldo da Prússia (1865-1931), casado com a princesa Luísa Sofia de Schleswig-Holstein-Sonderburg-Augustenburg.